# Székely Ferenc (jogász)
Székely Ferenc (Szombathely, 1842. március 11. – Budapest, Erzsébetváros, 1921. március 17.) jogász, miniszter.

## Élete
Székely József és Pintér Julianna fia. Középiskolai tanulmányait Szombathelyen, a jogot Pesten végezte. A pesti királyi táblánál letöltött egyéves joggyakornokoskodás után 1866-ban jogi doktorátust szerzett. 1870-ben köz-, 1871-ben váltóügyvédi oklevelet nyert. 1867-ben az Igazságügyi Minisztérium a királyi táblához segédfogalmazónak, még ugyanazon évben fogalmazóvá, 1871-ben titkárra, decemberben főügyész-helyettessé nevezte ki. 1876-ban a IX. Nemzetközi Statisztikai Kongresszus II. szakosztályának titkára volt, 1876-tól az ügyvédvizsgáló bizottság tagja, később másodelnöke lett.
1877-ben megnősült, Clark Ádám özvegyét, Áldásy Máriát (1837–1921) vette feleségül.
1889-től a budapesti egyetem jogi karánál fennálló jogtudományi államvizsgálati bizottságának kültagja; a Magyar Jogászegyesület igazgatóválasztmányának tagja. 1890-től az Országos Statisztikai Tanács tagja. 1890-ben a kúria bírójává hívta meg. 1891 májusában a sajtóügyek előadásával, 1892 márciusában a királyi ítélőtáblai döntvények ellenőrzésével és az alkotandó kúriai döntvények előadásával bízták meg. Tevékeny részt vett a Magyarországi Rabsegélyző Egyesület 1875-ös megalakításában és szervezésében, valamint a kőbányai menedékház felállításában és ügyeinek intézésében, melynek több évtizedig igazgatója és ügyvezető alelnöke, 1890-től tiszteletbeli elnöke, 1896-tól elnöke volt. Részt vett még a budapesti unitárius egyház alapításában és gondnokká is választották. 1897–1899-ben az Igazságügyi Minisztériumban dolgozott: feladatai közé tartozott többek között a büntetőeljárási törvények életbe léptetése, az ítélőtáblák decentralizálásával kapcsolatos jogszabályok, fogházrendeletek, börtönügyek. 1900 – 1902-ig budapesti főügyész, 1902–1910-ben koronaügyész, 1910. január 17-étől 1913. január 4-éig Khuen-Héderváry Károly gróf  és Lukács László kormányában igazságügyminiszter, 1910. január 17-étől március 1-jéig vallás- és közoktatásügyi miniszter.
A budai vízivárosi temetőben helyezték nyugalomra az Áldásy család sírjába, majd 1930-ban a temető felszámolásakor a kerepesi temetőbe szállították az ő hamvait is feleségének, Clark Ádámnak és az Áldásy család tagjainak hamvaival.

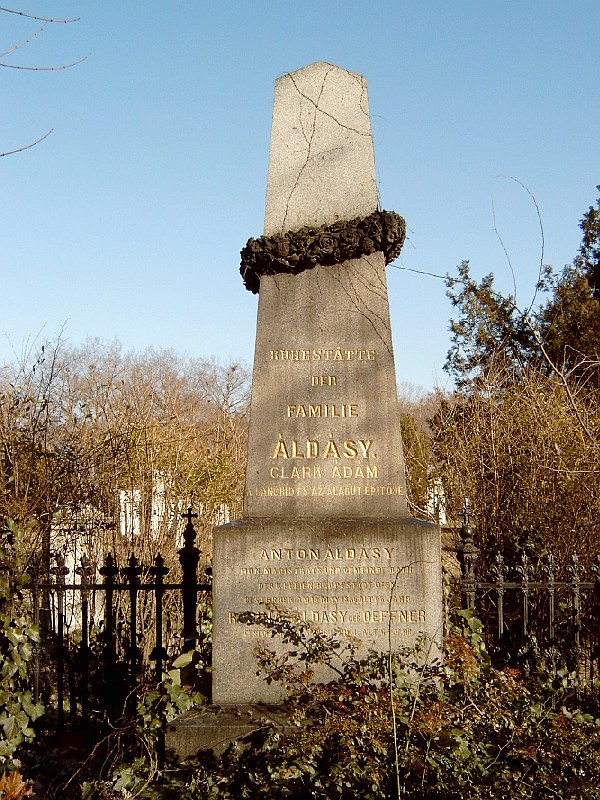
Sírja a Fiumei úti sírkertben: 35-1-80.

## Munkái
- A budapesti és marosvásárhelyi kir. főügyészeknek a főfelügyeletük alá tartozó fogházak 1872-86. állapotáról szóló Jelentése. Budapest, 1887. (Névtelenül)
- A magyar büntető törvénykönyv büntetési és börtönrendszerének jelenlegi végrehajtása és ennek eddigi eredményei. Budapest, 1889. (Magyar Jogászegyleti Értekezések V. 3.) Online
- Büntetési és börtönrendszerünk reformja. Budapest, 1891. (M. Jogászegyleti Értekezések 61. Többekkel együtt)

## Kitüntetései
- 1900-ban megkapta a Lipót Rend középkeresztjét.